# Gabriel Olin
Gabriel Olin, döpt 19 mars 1728, död 1 augusti 1794, var en svensk ämbetsman.
Olin var assessor och hovsekreterare från 1758, kamrerare i Kungliga Musikaliska Akademien 1771-1772 och en av akademiens stiftare (ledamot nr. 12). Olin var amatörviolinist. Han var gift med Elisabeth Olin.